# Brakeracris varablancensis
Brakeracris varablancensis är en insektsart som beskrevs av David M. Rowell 1995. Brakeracris varablancensis ingår i släktet Brakeracris och familjen gräshoppor. Inga underarter finns listade i Catalogue of Life.